# Odontopera atrofasciata
Odontopera atrofasciata är en fjärilsart som beskrevs av Feichtenberger 1965. Odontopera atrofasciata ingår i släktet Odontopera och familjen mätare. Inga underarter finns listade i Catalogue of Life.